# Matteo Cicinelli
Matteo Cicinelli (* 12. März 1998 in Rom) ist ein italienischer Pentathlet.

## Karriere
Cicinelli begann im Alter von sechs Jahren mit dem Schwimmsport und wurde später an die anderen Disziplinen des Modernen Fünfkampfs herangeführt. 2016 wurde er mit der italienischen Mixed-Staffel Junioren-Weltmeister. Im folgenden Jahr nahm er erstmals am Weltcup im Modernen Fünfkampf teil. Im polnischen Drzonków belegte er dabei den 7. Platz. 2022 gelang ihm mit dem 4. Platz beim Weltcup in Ankara der erste nennenswerte Erfolg auf internationaler Bühne im Seniorenbereich. Über das UIPM Ranking qualifizierte er sich für seine ersten Olympischen Spiele. Im Sommer 2024 überstand er souverän das Halbfinale und qualifizierte sich damit für das Finale. Dort erzielte er mit 1527 eine persönliche Bestleistung und landete damit auf dem 5. Platz.
Cicinelli studiert Psychologie an der Università degli Studi „Guglielmo Marconi“ in Rom. Er spricht italienisch und englisch.